# أرتور بوروتس
أرتور بوروتش (بالبولندية: Artur Boruc)‏ ، من مواليد 20 فبراير 1980 في سيلدكي في بولندا ، لاعب كرة قدم بولندي.
لعب مع نادي سيلتك الإسكتلندي منذ عام 2005 حتى عام 2010 حين انتقل إلى نادي فيورنتينا .
بدأ باللعب مع منتخب بولندا لكرة القدم في عام 2004.

## روابط خارجية
- أرتور بوروتس على موقع الاتحاد الدولي (مؤرشف)  (الإنجليزية)
- أرتور بوروتس على موقع قاعدة بيانات كرة القدم.إي يو (الإنجليزية)
- أرتور بوروتس على موقع ناشيونال فوتبول تيمز (الإنجليزية)
- أرتور بوروتس على موقع Soccerbase.com (لاعب) (الإنجليزية)
- أرتور بوروتس على موقع Soccerway.com (الإنجليزية)
- أرتور بوروتس على موقع عالم كرة القدم.نت (الإنجليزية)
- أرتور بوروتس على موقع كووورة
- أرتور بوروتس على موقع AS.com (الإسبانية)